# PBRM1
PBRM1‏ (Polybromo 1) هوَ بروتين يُشَفر بواسطة جين PBRM1 في الإنسان.